# 테키스틀라텍어족
테키스틀라텍어족(영어: Tequistlatecan languages)은 멕시코 오아하카주의 촌탈족 원주민 언어들이 이루는 어족이다. 오아하카의 촌탈어족(스페인어: Chontal de Oaxaca)이라고도 한다.
2010년에 4,400명의 화자가 있었다.

## 언어
- 와멜룰텍어 (저지 오아하카 촌탈어)
- 테키스틀라텍어 (사멸)
- 고지 오아하카 촌탈어

## 이름
오늘날 대부분의 저자는 ‘테키스틀라텍’(Tequistlatec(an))이라는 용어를 사용하지만 이는 잘못된 나와틀어 활용에서 유래한 것이다. ‘테키시스틀란’(Tequisistlán)의 올바른 활용형은 ‘테키시스텍’(Tequisistec(an))이며, 에드워드 사피어는 두 용어를 같은 뜻으로 사용했다.

## 분류
테키스틀라텍어족은 호크어족 가설의 일부이지만 독립된 어족으로 간주되기도 한다. Campbell and Oltrogge (1980)은 테키스틀라텍어족이 히카케어족과 함께 톨라텍어족을 이룬다는 가설을 내놓았지만 일반적으로 받아들여지지 않는다.

## 참고 문헌
- Campbell, Lyle and Oltrogge, David. 1980. Proto-Tol (Jicaque). International Journal of American Linguistics, 46:205-223
- Campbell, Lyle. 1979. "Middle American languages." In L. Campbell & M. Mithun (Eds.), The Languages of Native America: Historical and Comparative Assessment, (pp. 902–1000). Austin: University of Texas Press.
- Campbell, Lyle. 1997. "American Indian Languages, The Historical Linguistics of Native America." In Oxford Studies in Anthropological Linguistics. Oxford: Oxford University Press